# 1999 RT214
1999 RT214, também escrito como 1999 RT214, é um objeto transnetuniano (TNO) que está localizado no cinturão de Kuiper, uma região do Sistema Solar. Ele é classificado como um cubewano. O mesmo possui uma magnitude absoluta (H) de 7,8 e, tem um diâmetro com cerca de 100 km, por isso existem poucas chances que possa ser classificado como um planeta anão, devido ao seu tamanho relativamente pequeno. Este corpo celeste é um sistema binário, o outro componente, o S/2006 (1999 RT214) 1, possui um diâmetro estimado em cerca de 69 km.

## Descoberta
1999 RT214 foi descoberto no dia 06 de setembro de 1999 pelos astrônomos Chad. A. Trujillo, J. X. Luu e D. C. Jewitt.

## Órbita
A órbita de 1999 RT214 tem uma excentricidade de 0.045, possui um semieixo maior de 42.457 UA. O seu periélio leva o mesmo a uma distância de 40.545 UA em relação ao Sol e seu afélio a 44.368 UA.